# Poveda de la Sierra
Poveda de la Sierra – gmina w Hiszpanii, w prowincji Guadalajara, w Kastylii-La Mancha, o powierzchni 51,7 km². W 2011 roku gmina liczyła 138 mieszkańców.